# Konstandinos Duflias
Konstandinos Duflias, gr. Κωνσταντίνος Ντούφλιας (ur. 2 lutego 1988 w Amarusi) – grecki wioślarz.

## Osiągnięcia
- Mistrzostwa Świata Juniorów – Brandenburg 2005 – czwórka podwójna – 14. miejsce[1].
- Mistrzostwa Świata Juniorów – Amsterdam 2006 – jedynka – 15. miejsce[1].
- Mistrzostwa Świata U-23 – Račice 2009 – dwójka podwójna – 4. miejsce[1].
- Mistrzostwa Świata U-23 – Brześć 2010 – dwójka podwójna – 7. miejsce[1].
- Mistrzostwa Europy – Montemor-o-Velho 2010 – dwójka podwójna – 13. miejsce[1].